# TelQuel
TelQuel è una rivista marocchina di lingua francese. La linea editoriale è tendenzialmente critica verso il governo e verso le forze politiche islamiste e sostiene istanze progressiste e laiche. Nel 2006, TelQuel lanciò una versione in arabo marocchino, Nichane, che venne però boicottata dagli inserzionisti, chiudendo poi nell'ottobre 2010. La testata è stata coinvolta più volte in scandali nazionali ed è stata ripetutamente sottoposta a vessazioni, pressioni e censure da parte del governo marocchino.

## Storia
La rivista venne fondata dal giornalista Ahmed Benchemsi nel 2001.
Nel dicembre 2006 la versione arabofona Nichane venne coinvolta in uno scandalo quando in un articolo incentrato sullo humor marocchino, due delle barzellette citate sembravano sminuire la figura del profeta Maometto. Il primo ministro Driss Jettou intervenne personalmente sospendendo la rivista. Il direttore Driss Ksikes e l'autrice dell'articolo Sanaa El Aji vennero condannati a sentenze sospese di tre anni da una corte a Casablanca per denigrazione all'Islam. I due giornalisti ricevettero varie minacce di morte in seguito a un aggressivo servizio relativo all'episodio trasmesso nelle reti televisive nazionali. Studenti dell'Università di Kenitra bruciarono copie della rivista in una dimostrazione. Il caso fu condannato da varie organizzazioni internazionali, quali Reporter senza frontiere. I due giornalisti negarono di voler offendere la sensibilità religiosa e si scusarono pubblicamente. Ksikes abbandonò la direzione di Nichane lasciandola a Benchemsi, che nei periodi seguenti evitò confronti diretti con le autorità, pubblicando però articoli relativi a temi sensibili e controversi come l'omosessualità, la corruzione, la vita privata della famiglia reale e approcci analitici al Corano e alla vita del profeta.
Il 4 agosto 2007 la testata venne nuovamente coinvolta in uno scandalo quando in un articolo nella versione arabofona relativo all'ottavo anniversario dell'ascesa al trono di re Muhammad VI, Benchemsi si rivolse al re in arabo dialettale in una maniera ritenuta offensiva. La reazione delle autorità non tardò ad arrivare: la sera stessa, la polizia passò a ritirare le copie dell'edizione del giorno e il giorno seguente raggiunse la sede della testata dove confiscò 50000 copie stampate pronte ad essere distribuite, danneggiando molte delle attrezzature riservate alla stampa. Benchemsi venne invitato a presentarsi in una caserma a Casablanca, dove venne trattenuto per venti ore. Il 6 agosto, il giornalista venne incriminato per irriverenza al sovrano, reato punibile con reclusione fino a cinque anni e una multa fino a 100000 dirham. Il processo venne fissato per il 24 agosto 2007, per poi essere posticipato più volte fino a che il giornalista venne sanzionato con una piccola multa.
Nell'agosto 2009 la testata condusse un sondaggio tra i suoi lettori per verificare l'indice di gradimento del sovrano. Anche se il 91% degli intervistati lasciò un commento positivo relativamente alla figura del sovrano, il Ministero dell'interno sequestrò e distrusse le copie dell'edizione. L'anno seguente, Benchemsi abbandonò la direzione per trasferirsi all'Università di Stanford in California, lasciando il posto a Karim Boukhari.